# Gomer T. Brunius
Gomer Thorstensson Brunius, känd som Gomer T. Brunius, född 16 januari 1909 i Göteborgs Annedals församling, död 11 mars 2009 i Höreda församling, Eksjö, Jönköpings län, var en svensk företagsledare och ryttmästare.
Gomer T. Brunius var son till bruksägaren, konsul Thorsten Brunius och Hildur, ogift Nilsson, samt sonson till uppfinnaren Hakon Brunius. Efter examen vid Göteborgs handelsinstitut 1929 blev han konsulatssekreterare i Newcastle 1931 och drev egen importfirma från 1932. Han blev direktörsassistent hos Thorsten Brunius & Co AB 1935, där han senare blev verkställande direktör liksom vid Nyboholms AB och vid Järnforsens kraft AB från 1937.
Han blev irländsk konsul 1950 samt var styrelseledamot i Thorsten Brunius & Co AB, Nyboholms AB, Kvills Bruks AB, Järnforsens kraft AB, Kvills kraft AB, Förenade Cellvaddbruken AB och Göteborgs nya ridhus AB. Andra förtroendeuppdrag han hade var som ordförande i Smålands gille 1959–1963 och Livhusarernas kamratförening från 1960. Han var medlem i Frimurarorden. Brunius tog reservofficersexamen 1931 och blev även ryttmästare i kavalleriets reserv. Han hade utmärkelserna K4:s förtjänstmedalj, Gbgbfb-SM och SRCSM.
Brunius var en av de drivande till att få in hästtävlingar på Scandinavium i Göteborg. Han bedrev hästuppfödning och var en framstående tävlingsryttare. Han var engagerad i Smålandshusarerna och dess historia samt tog på 1960-talet initiativ till återinförande av hästar vid de årliga husardagarna i Eksjö. Brunius var ordförande i föreningen Smålands Husarer 1973 till 1988 då han utsågs till hedersordförande. Han deltog sedan i styrelsearbetet ett antal år efter detta. Han genomdrev också att husarerna fick ett museum i Eksjö.
Gomer T. Brunius var från 1936 gift med Sonja Tell (1908–2003), dotter till syssloman Claes Tell och Hulda Hellgren. De fick tre barn.